# D Corazón
D Corazón es un programa de televisión español emitido por La 1 de TVE desde el 7 de julio de 1997. 
Se emite los fines de semana y es presentado por Anne Igartiburu y Javier de Hoyos.

## Historia
D Corazón se estrenó el 7 de julio de 1997 como un programa de reportajes dedicados al mundo del corazón. El formato estaba presentado inicialmente por Anne Igartiburu y se emitía de lunes a viernes antes de la primera edición del Telediario. Además, el nombre del programa variaba según la estación del año en la que nos encontráramos, habiéndose llamado Corazón de primavera, Corazón de verano, Corazón de otoño y Corazón de invierno. Durante la ausencia de la presentadora, Remedios Cervantes (1998), Yolanda Vázquez (1999-2000), Paloma Lago y Alejandra Navas (2000-2007) eran las suplentes.
El 25 de agosto de 2008, el programa cambió su nombre por Corazón y modificó su estilo y decorados. Además, el 4 de enero de 2010 el programa inició una nueva etapa tras su fusión con Corazón, corazón, un programa de formato similar que se emitía en La 1 durante los fines de semana desde el 4 de julio de 1993, presentado por Cristina García Ramos desde 1993 hasta 2008 y por Jose Toledo desde 2008 hasta 2009. También Carolina Casado presentó el programa en su última etapa. Así, ambos programas pasaron a ser uno bajo la denominación de Corazón, emitido todos los días en La 1 a las 14:30 horas y presentado por Anne Igartiburu (de lunes a viernes) y por Carolina Casado (los sábados y domingos).
Desde el 29 de junio hasta el 3 de septiembre de 2012, todos los programas de producción propia de La 1 sufrieron un parón (entre ellos Corazón) aprovechando la emisión de los Juegos Olímpicos de Londres 2012, debido a la crisis económica que atravesaba en esos momentos RTVE. No obstante, el programa continuó su emisión durante los fines de semana con Carolina Casado. Tras el parón veraniego, Corazón volvió a La 1 en su horario habitual, aunque esta vez presentado en su edición de lunes a viernes por Elena S. Sánchez. Este hecho se debió a que Anne Igartiburu pasó a presentar +Gente, el magacín vespertino de La 1. La edición del fin de semana continuó siendo presentada por Carolina Casado. 
El 25 de abril de 2013, TVE anunció que Anne Igartiburu volvería a presentar de nuevo el programa desde el 20 de mayo tras la cancelación de +Gente. Asimismo, se confirmó que Elena S. Sánchez comenzaría una nueva andadura en las tardes de La 1 con un programa de características similares. Finalmente, La 1 dobló las emisiones de Corazón, siendo Anne Igartiburu la presentadora de la edición de las 14:30 horas y Elena S. Sánchez la encargada de la edición de las 20:20 horas. De la misma manera, Carolina Casado continuó al frente de la edición emitida los fines de semana a las 14:30 horas, además de sustituir a Anne y Elena en caso de ausencia de éstas. Finalmente, tras no convencer a los directivos de la cadena las audiencias que fue cosechando, la segunda edición del programa fue cancelada. De este modo, Elena S. Sánchez tuvo que abandonar el programa.
Entre 2015 y 2018, Jose Toledo fue suplente discontinua de las presentadoras del programa, a las cuales sustituyó en sus bajas maternales en 2015 y 2017 (Carolina Casado) y 2016 (Anne Igartiburu).
Por otro lado en septiembre de 2018, el espacio incorporó a unos colaboradores para tener secciones en el programa. Estos fueron Rosanna Zanetti (esposa de David Bisbal), Lourdes Montes (esposa de Fran Rivera) y Julián Contreras Jr. (hijo de Carmina Ordóñez).
Entre julio y agosto de 2019, Rosa Frasquet fue presentadora sustituta durante los fines de semana.
Debido a la crisis sanitaria originada por la pandemia de COVID-19, el programa paró sus emisiones entre el 16 de marzo de 2020 y el 19 de junio de 2020. Durante este tiempo, parte del equipo estuvo trabajando en otras áreas de RTVE. El programa regresó el 20 de junio de 2020 pero emitiéndose únicamente los fines de semana y manteniendo su horario de 14:30 a 15:00, esto es debido a la emisión de La hora de La 1, un macromagacín que se emitiría desde septiembre de ese año en la franja matinal de La 1. El programa siguió siendo presentado por Anne Igartiburu y por Carolina Casado en su sustitución.
El 1 de diciembre de 2021, el programa recuperó su emisión de lunes a domingo como antes de la pandemia, siendo Anne Igartiburu (de lunes a viernes de 14:25 a 15:00) y Carolina Casado / Cristina Fernández (los fines de semana de 14:30 a 15:00) las presentadoras. Sin embargo, nueve meses después, desde el 17 de septiembre de 2022, el programa volvió a emitirse únicamente los fines de semana con la presentación de Anne Igartiburu en sustitución de Cristina Fernández. El espacio del programa fue cubierto de lunes a viernes por Hablando claro.
En 2022, las actrices Vanesa Romero y Carolina Cerezuela, la cantante Sole Giménez y la periodista Luz Sánchez-Mellado, se incorporaron a las filas del programa como colaboradoras. 
El 3 de diciembre de 2023 se anunció que Jordi González se incorporaría al programa desde el 20 de enero de 2024 para presentarlo junto con Anne Igartiburu. Esta renovación incluyó un cambio de nombre de Corazón a D Corazón, una mayor duración, una nueva línea gráfica, colaboradores en plató comentando los temas que se tratan en cada vídeo —Carmen Lomana, Alba Carrillo, Rosa Villacastín, Alberto Guzmán Unamuno, Pelayo Díaz u Omar Suárez— y el regreso del programa a los Estudios de Prado del Rey después de tres meses en los de San Cugat.
Desde enero de 2025, un año después de la remodelación del programa, Anne Igartiburu volvió a tomar en solitario la conducción del programa debido a la baja por enfermedad de Jordi González. Igualmente, el 8 de febrero, Ana Prada presentó el programa en sustitución de Anne, dado que esta estaba de viaje. Así volvió a pasar el 22 de marzo de ese mismo año. De esta manera, se confirmó la baja de Carolina Casado como presentadora sustituta.
A lo largo de mayo de 2025, el programa fue creciendo en audiencia hasta convertirse en la segunda opción de la franja, superando a Socialité. El 8 de junio de 2025, Anne anunció la remodelación del programa, que contaría con nuevos decorados, nueva imagen y nuevos contenidos. Al día siguiente, el 9 de junio, RTVE anunció el cese definitivo de Jordi González como presentador de cara a la nueva etapa del programa. También se anunció que a partir del 28 de junio el programa aumentaría su duración a una hora y cuarenta y cinco minutos (de 13:15 a 15:00), siendo la vez que más duración ha tenido, así como la incorporación de Javier de Hoyos –colaborador del programa– como copresentador junto con Anne Igartiburu.

### Aniversarios
El 8 de julio de 2015, el programa cumple 18 años y 5.000 programas con una fiesta emitida en directo en La 1.
Con motivo de los 20 años de emisión del programa, el 27 de junio de 2017, RTVE organizó una fiesta a la que asistieron entre otros el director de TVE, Eladio Jareño; la directora del programa, Carmina Jaro y las presentadoras del programa, Anne Igartiburu y Carolina Casado. Caras de la cadena y personas conocidas también acudieron a la fiesta. El programa cumplió sus 20 años de emisión y 5.729 entregas el 6 de julio de 2017. Ese día se emitió una entrega especial presentada por Anne Igartiburu, Carolina Casado y Jose Toledo, en la cual se emitió la entrevista realizada por Anne Igartiburu a Isabel Preysler en la casa de ésta. Además, se emitieron piezas conmemorativas recordando los mejores momentos del programa en sus 20 años de emisión, vídeos de celebrities soplando las velas por los 20 años y felicitaciones de personalidades de diversos ámbitos.

### Secciones temporales
En septiembre de 2018, el programa añadió unas secciones con colaboradores. Así, Julián Contreras Jr. era el encargado de mostrar cada semana diferentes experiencias y contar sus sensaciones al llevarlas a cabo, mientras que Rosanna Zanetti se adentraba en el mundo de la moda mostrando sus novedades. Sin embargo, las secciones fueron retiradas al finalizar el año.

## Formato
El programa incluye reportajes de actualidad sobre personalidades destacadas, contenidos culturales y tendencias, así como entrevistas exclusivas grabadas y en plató. A la crónica social se unen noticias cercanas al mundo cultural como estrenos de cine o teatro, desfiles de moda o tendencias de estilo, belleza y vida saludable.
Siempre desde el rigor y el respeto, se centra en personajes de las Casas Reales o artistas nacionales o internacionales. Incluye coberturas propias de eventos internacionales y cuenta con la colaboración de “reporteros VIP” como actores o cantantes que llevan de la mano al espectador a conocer a sus compañeros de profesión.

## EquipoD Corazón(2024-act.)

### Producción ejecutiva
Javier Cruz
- 2024-presente

Félix Millán
- 2024-presente

### Dirección
Por orden cronológico:
- Eva Hernández 
  - 17/9/2022-6/4/2025
- Maribel Sánchez-Maroto (directora del Área de Magazines de TVE)
  - 20/1/2024-2025

### Dirección adjunta
- Jorge Vázquez 
  - 20/1/2024-presente

### Subdirección
Por orden cronológico:
- Isidoro Contreras 
  - ¿?-presente
- Christiane Yadira de Ugarte 
  - 20/1/2024-presente

### Realización
Por orden cronológico:
- José Miguel Aguado
  - 20/1/2024-2024
- Verónica Verdugo 
  - 2024-presente

### Presentadores
Presentador/a titular.
     Presentador/a suplente.

#### Actuales
| Presentadores   | Información                | Logo de La 1 | Logo de La 1 |
| Presentadores   | Información                | 2024         | 2025         |
| --------------- | -------------------------- | ------------ | ------------ |
| Anne Igartiburu | Presentadora de televisión |              |              |
| Javier de Hoyos | Presentador y periodista   |              |              |
| Ana Prada       | Periodista                 |              |              |

#### Antiguos
| Presentadores  | Información                       | Logo de La 1 | Logo de La 1 |
| Presentadores  | Información                       | 2024         | 2025         |
| -------------- | --------------------------------- | ------------ | ------------ |
| Jordi González | Presentador de radio y televisión |              |              |

### Colaboradores

#### Actuales
| Colaboradores   | Conocido por                                 | Logo de La 1 | Logo de La 1 |
| Colaboradores   | Conocido por                                 | 2024         | 2025         |
| --------------- | -------------------------------------------- | ------------ | ------------ |
| Alba Carrillo   | Modelo y colaboradora de televisión          |              |              |
| Alberto Guzmán  | Periodista y colaborador de televisión       |              |              |
| Gema Fernández  | Periodista y colaboradora de televisión      |              |              |
| Jorge Borrajo   | Periodista y director de la revista Semana   |              |              |
| Luis Pliego     | Periodista y director de la revista Lecturas |              |              |
| Marina Bernal   | Periodista                                   |              |              |
| Susana Jurado   | Periodista                                   |              |              |
| Valeria Vegas   | Escritora y periodista                       |              |              |
| Anna Gurguí     | Periodista                                   |              |              |
| Arnau Martínez  | Periodista                                   |              |              |
| David Insua     | Periodista y colaborador de televisión       |              |              |
| Elsa Martínez   | Periodista                                   |              |              |
| Germán González | Guionista y colaborador de televisión        |              |              |
| Marc Leirado    | Periodista                                   |              |              |
| Marta Bolonio   | Periodista                                   |              |              |

### Antiguos
| Colaboradores        | Conocido por                              | Logo de La 1 | Logo de La 1 |
| Colaboradores        | Conocido por                              | 2024         | 2025         |
| -------------------- | ----------------------------------------- | ------------ | ------------ |
| Carmen Lomana        | Empresaria y colaboradora de televisión   |              |              |
| Euprepio Padula      | Escritor y colaborador de televisión      |              |              |
| José Manuel Parada   | Presentador de televisión                 |              |              |
| Pelayo Díaz          | Estilista y colaborador de televisión     |              |              |
| Tania Llasera        | Actriz y presentadora de televisión       |              |              |
| Adriana Abenia       | Presentadora y colaboradora de televisión |              |              |
| Almudena del Pozo    | Periodista                                |              |              |
| Andrea Rosa del Pino | Periodista                                |              |              |
| Ángela Mora          | Periodista                                |              |              |
| Eduardo Álvarez      | Periodista                                |              |              |
| Lydia Lozano         | Periodista                                |              |              |
| Omar Suárez          | Periodista                                |              |              |
| Terelu Campos        | Presentadora y colaboradora de televisión |              |              |
| Rosa Villacastín     | Periodista y colaboradora de televisión   |              |              |
| Vai Sawaneh          | Influencer                                |              |              |
| Inés Hernand         | Abogada, presentadora e influencer        |              |              |
| Víctor Sandoval      | Colaborador de televisión                 |              |              |

## EquipoCorazón(1997-2024)

### Producción ejecutiva
Irene Marín
- ¿?/2023-¿?/2024

### Dirección
Por orden cronológico:
Miguel Cruz Martínez
- 7/7/1997-¿?/2007

Pilar Torres
- ¿?/2007-30/5/2008

Carmina Jaro
- 3/6/2008-31/5/2019

Rufino Sánchez
- 1/6/2019-3/7/2022

Beatriz López Monjas
- 4/7/2022-11/9/2022

Félix Millán (director ejecutivo)
- 11/2023-20/1/2024

### Subdirección
Por orden cronológico:
Jesús Jiménez
Cristina Fernández
- 2022

Isidoro Contreras

### Realización
Por orden cronológico:
Miguel Cruz Martínez
- 7/7/1997-¿?/2007

Ángel Redondo
- ¿?-31/5/2019

Alejandro García
Milagros Villanueva
Anais Martínez
Miguel Rosillo
- 11/2008-26/02/2023

Rebeca Toledo
- 3/6/2019-¿?

Beatriz Chicharro
- 4/7/2022-¿?/2023

Marisa Paniagua
- 2023

Jordi Febrer
- ¿?/2023-¿?/2024

Ramiro Picos
- ¿?/2023-¿?/2024

Sergi Subiela
- ¿?/2023-¿?/2024

Adrián Mellado
- ¿?/2023-¿?/2024

### Producción
Por orden cronológico:
Mari Luz Escribano
Fernando Palacios
Susana García
Pablo Gil
Aurora Triguero-Lizana
- ¿¿-31/5/2019

Amaya Plaza
- 1/6/2019-¿?/2020

Luisa Miranda
Concha Pérez Anca
Paco Gómez
Paula Peña
- ¿¿-11/2023; 20/1/2024-presente

Daniel G. Tadeo
Jaime Guzmán
Sonia Alcaraz
Irene Serván
- ¿?/2023-¿?/2024

Laura Férez
- ¿?/2023-¿?/2024

### Coordinación
Por orden cronológico:
Silvia García Vega
Christiane Yadira de Ugarte
- ¿?/2008-¿?/2019

Maryló Pérez
Natalia Díaz
Clara Rivas
- ¿?-2024

### Presentadores

#### Actuales
Presentador/a titular.
     Presentador/a suplente.
| Presentadores   | Información                | Logo de La 1 | Logo de La 1 | Logo de La 1 | Logo de La 1 | Logo de La 1 | Logo de La 1 | Logo de La 1 | Logo de La 1 | Logo de La 1 | Logo de La 1 | Logo de La 1 | Logo de La 1 | Logo de La 1 | Logo de La 1 | Logo de La 1 | Logo de La 1 | Logo de La 1 | Logo de La 1 | Logo de La 1 | Logo de La 1 | Logo de La 1 | Logo de La 1 | Logo de La 1 | Logo de La 1 | Logo de La 1 | Logo de La 1 | Logo de La 1 | Logo de La 1 | Logo de La 1 |
| Presentadores   | Información                | 1997         | 1998         | 1999         | 2000         | 2001         | 2002         | 2003         | 2004         | 2005         | 2006         | 2007         | 2008         | 2009         | 2010         | 2011         | 2012         | 2013         | 2014         | 2015         | 2016         | 2017         | 2018         | 2019         | 2020         | 2021         | 2022         | 2023         | 2024         |              |
| --------------- | -------------------------- | ------------ | ------------ | ------------ | ------------ | ------------ | ------------ | ------------ | ------------ | ------------ | ------------ | ------------ | ------------ | ------------ | ------------ | ------------ | ------------ | ------------ | ------------ | ------------ | ------------ | ------------ | ------------ | ------------ | ------------ | ------------ | ------------ | ------------ | ------------ | ------------ |
| Anne Igartiburu | Presentadora de televisión |              |              |              |              |              |              |              |              |              |              |              |              |              |              |              |              |              |              |              |              |              |              |              |              |              |              |              |              |              |
| Carolina Casado | Presentadora y periodista  |              |              |              |              |              |              |              |              |              |              |              |              |              |              |              |              |              |              |              |              |              |              |              |              |              |              |              |              |              |

#### Antiguos
Presentador/a titular.
     Presentador/a suplente.
| Presentadores      | Logo de La 1 | Logo de La 1 | Logo de La 1 | Logo de La 1 | Logo de La 1 | Logo de La 1 | Logo de La 1 | Logo de La 1 | Logo de La 1 | Logo de La 1 | Logo de La 1 | Logo de La 1 | Logo de La 1 | Logo de La 1 | Logo de La 1 | Logo de La 1 | Logo de La 1 | Logo de La 1 | Logo de La 1 | Logo de La 1 | Logo de La 1 | Logo de La 1 | Logo de La 1 | Logo de La 1 | Logo de La 1 | Logo de La 1 | Logo de La 1 | Logo de La 1 | Logo de La 1 |
| Presentadores      | 1997         | 1998         | 1999         | 2000         | 2001         | 2002         | 2003         | 2004         | 2005         | 2006         | 2007         | 2008         | 2009         | 2010         | 2011         | 2012         | 2013         | 2014         | 2015         | 2016         | 2017         | 2018         | 2019         | 2020         | 2021         | 2022         | 2023         | 2024         |              |
| ------------------ | ------------ | ------------ | ------------ | ------------ | ------------ | ------------ | ------------ | ------------ | ------------ | ------------ | ------------ | ------------ | ------------ | ------------ | ------------ | ------------ | ------------ | ------------ | ------------ | ------------ | ------------ | ------------ | ------------ | ------------ | ------------ | ------------ | ------------ | ------------ | ------------ |
| Remedios Cervantes |              |              |              |              |              |              |              |              |              |              |              |              |              |              |              |              |              |              |              |              |              |              |              |              |              |              |              |              |              |
| Yolanda Vázquez    |              |              |              |              |              |              |              |              |              |              |              |              |              |              |              |              |              |              |              |              |              |              |              |              |              |              |              |              |              |
| Paloma Lago        |              |              |              |              |              |              |              |              |              |              |              |              |              |              |              |              |              |              |              |              |              |              |              |              |              |              |              |              |              |
| Alejandra Navas    |              |              |              |              |              |              |              |              |              |              |              |              |              |              |              |              |              |              |              |              |              |              |              |              |              |              |              |              |              |
| Elena S. Sánchez   |              |              |              |              |              |              |              |              |              |              |              |              |              |              |              |              |              |              |              |              |              |              |              |              |              |              |              |              |              |
| Jose Toledo        |              |              |              |              |              |              |              |              |              |              |              |              |              |              |              |              |              |              |              |              |              |              |              |              |              |              |              |              |              |
| Rosa Frasquet      |              |              |              |              |              |              |              |              |              |              |              |              |              |              |              |              |              |              |              |              |              |              |              |              |              |              |              |              |              |
| Roberto Leal       |              |              |              |              |              |              |              |              |              |              |              |              |              |              |              |              |              |              |              |              |              |              |              |              |              |              |              |              |              |
| Cristina Fernández |              |              |              |              |              |              |              |              |              |              |              |              |              |              |              |              |              |              |              |              |              |              |              |              |              |              |              |              |              |

### Colaboradores
| Rosanna Zanetti      | Modelo y Actriz         |  |  |  |  |  |  |  |  |  |  |  |  |  |  |  |  |  |  |  |  |  |  |  |  |  |  |  |  |  |  |  |  |
| Lourdes Montes       | Mujer Fran Rivera       |  |  |  |  |  |  |  |  |  |  |  |  |  |  |  |  |  |  |  |  |  |  |  |  |  |  |  |  |  |  |  |  |
| Julián Contreras Jr. | Hijo de Carmina Ordóñez |  |  |  |  |  |  |  |  |  |  |  |  |  |  |  |  |  |  |  |  |  |  |  |  |  |  |  |  |  |  |  |  |
| Vanesa Romero        | Actriz y presentadora   |  |  |  |  |  |  |  |  |  |  |  |  |  |  |  |  |  |  |  |  |  |  |  |  |  |  |  |  |  |  |  |  |
| Carolina Cerezuela   | Presentadora            |  |  |  |  |  |  |  |  |  |  |  |  |  |  |  |  |  |  |  |  |  |  |  |  |  |  |  |  |  |  |  |  |
| Sole Giménez         | Cantante                |  |  |  |  |  |  |  |  |  |  |  |  |  |  |  |  |  |  |  |  |  |  |  |  |  |  |  |  |  |  |  |  |
| Luz Sánchez-Mellado  | Periodista              |  |  |  |  |  |  |  |  |  |  |  |  |  |  |  |  |  |  |  |  |  |  |  |  |  |  |  |  |  |  |  |  |

## Audiencias

### Diario
| Año            | Audiencia media | Audiencia media | Horario                    |
| Año            | Espectadores    | Cuota           | Horario                    |
| -------------- | --------------- | --------------- | -------------------------- |
| 1997           | 2 323 000       | 22,5%           | Lunes-viernes, 14:30-15:00 |
| 1998           | 2 436 000       | 23,0%           | Lunes-viernes, 14:30-15:00 |
| 1999           | 2 467 000       | 22,5%           | Lunes-viernes, 14:30-15:00 |
| 2000           | 2 588 000       | 23,3%           | Lunes-viernes, 14:30-15:00 |
| 2001           | 2 556 000       | 23,0%           | Lunes-viernes, 14:30-15:00 |
| 2002           | 2 664 000       | 24,0%           | Lunes-viernes, 14:30-15:00 |
| 2003           | N/A             | N/A             | Lunes-viernes, 14:30-15:00 |
| 2004           | N/A             | N/A             | Lunes-viernes, 14:30-15:00 |
| 2005           | 2 379 000       | 20,7%           | Lunes-viernes, 14:30-15:00 |
| 2006           | 2 269 000       | 20,1%           | Lunes-viernes, 14:30-15:00 |
| 2007           | 2 026 000       | 18,2%           | Lunes-viernes, 14:30-15:00 |
| 2008           | 1 868 000       | 16,9%           | Lunes-viernes, 14:30-15:00 |
| 2009           | 1 902 000       | 16,5%           | Lunes-viernes, 14:30-15:00 |
| 2010           | N/A             | N/A             | Lunes-viernes, 14:30-15:00 |
| 2011           | N/A             | N/A             | Lunes-viernes, 14:30-15:00 |
| 2012           | N/A             | N/A             | Lunes-viernes, 14:30-15:00 |
| 2013 (2.ª ed.) | 707 000         | 6,4%            | Lunes-viernes, 14:30-15:00 |
| 2014           | N/A             | N/A             | Lunes-viernes, 14:30-15:00 |
| 2015           | N/A             | 12,5%           | Lunes-viernes, 14:30-15:00 |
| 2016           | N/A             | N/A             | Lunes-viernes, 14:30-15:00 |
| 2017           | 1 460 000       | 12,6%           | Lunes-viernes, 14:30-15:00 |
| 2018           | 1 146 000       | 10,3%           | Lunes-viernes, 14:30-15:00 |
| 2019           | 898 000         | 8,4%            | Lunes-viernes, 14:30-15:00 |
| 2020           | 890 000         | 8,3%            | Lunes-viernes, 14:30-15:00 |
| 2021           | 495 000         | 5,1%            | Lunes-viernes, 14:20-15:00 |
| 2022           | 510 000         | 5,5%            | Lunes-viernes, 14:20-15:00 |
| Media          | 1 755 000       | 15,8%           | N/A                        |

### Fin de semana
| Año   | Audiencia media                                    | Audiencia media | Horario                                            |
| Año   | Espectadores                                       | Cuota           | Horario                                            |
| ----- | -------------------------------------------------- | --------------- | -------------------------------------------------- |
| 2010  | N/A                                                | N/A             | Sábados-domingos, 14:30-15:00                      |
| 2011  | N/A                                                | N/A             | Sábados-domingos, 14:30-15:00                      |
| 2012  | N/A                                                | N/A             | Sábados-domingos, 14:30-15:00                      |
| 2013  | N/A                                                | N/A             | Sábados-domingos, 14:30-15:00                      |
| 2014  | N/A                                                | N/A             | Sábados-domingos, 14:30-15:00                      |
| 2015  | N/A                                                | 10,5%           | Sábados-domingos, 14:30-15:00                      |
| 2016  | N/A                                                | N/A             | Sábados-domingos, 14:30-15:00                      |
| 2017  | 1 214 000                                          | 11,2%           | Sábados-domingos, 14:30-15:00                      |
| 2018  | 1 112 000                                          | 10,4%           | Sábados-domingos, 14:30-15:00                      |
| 2019  | 908 000                                            | 9,0%            | Sábados-domingos, 14:30-15:00                      |
| 2020  | 836 000                                            | 7,7%            | Sábados-domingos, 14:30-15:00                      |
| 2021  | 715 000                                            | 7,0%            | Sábados-domingos, 14:30-15:00                      |
| 2022  | 663 000                                            | 7,3%            | Sábados-domingos, 14:30-15:00                      |
| 2023  | 652 000                                            | 7,7%            | Sábados-domingos, 14:30-15:00                      |
| 2024  |                                                    |                 | Sábados-domingos, 13:25-15:00, 20/1/2024-28/1/2024 |
| 2024  | Sábados y domingos, 13:55-15:00, 3/2/2024-presente |                 |                                                    |
| Media | 871 000                                            | 8,8%            | N/A                                                |

### Diario y fin de semana
| Año   | Audiencia media | Audiencia media | Horario                                                    |
| Año   | Espectadores    | Cuota           | Horario                                                    |
| ----- | --------------- | --------------- | ---------------------------------------------------------- |
| 2010  | 1 748 000       | 15,2%           | Lunes-domingo, 14:30-15:00                                 |
| 2011  | 1 562 000       | 13,6%           | Lunes-domingo, 14:30-15:00                                 |
| 2012  | 1 414 000       | 11,9%           | Lunes-domingo, 14:30-15:00                                 |
| 2013  | N/A             | N/A             | Lunes-domingo, 14:30-15:00                                 |
| 2014  | 1 440 000       | 12,0%           | Lunes-domingo, 14:30-15:00                                 |
| 2015  | N/A             | N/A             | Lunes-domingo, 14:30-15:00                                 |
| 2016  | N/A             | N/A             | Lunes-domingo, 14:30-15:00                                 |
| 2017  | N/A             | N/A             | Lunes-domingo, 14:30-15:00                                 |
| 2018  | N/A             | N/A             | Lunes-domingo, 14:30-15:00                                 |
| 2019  | N/A             | N/A             | Lunes-domingo, 14:30-15:00                                 |
| 2020  | N/A             | N/A             | Lunes-domingo, 14:30-15:00                                 |
| 2021  | N/A             | N/A             | Lunes-viernes, 14:20-15:00 y sábados-domingos, 14:30-15:00 |
| 2022  | N/A             | N/A             | Lunes-viernes, 14:20-15:00 y sábados-domingos, 14:30-15:00 |
| Media | 1 541 000       | 13,2%           | N/A                                                        |